# 黃斑擬雀鯛
黃斑擬雀鯛，為鱸形目鱸亞目擬雀鯛科的其中一種，為熱帶海水魚，分布於中西太平洋印尼海域，深度12-65公尺，本魚體延長，背鰭硬棘3枚；背鰭軟條25-27枚；臀鰭硬棘3枚；臀鰭軟條16枚，體長可達6.8公分，棲息在海綿生長的岩石區水域，通常單獨或成對出現，生活習性不明。

## 擴展閱讀
維基物種上的相關：黃斑擬雀鯛